# Налётов, Андрей Васильевич
Андре́й Васи́льевич Налётов (31 марта 1995, Домодедово) — российский футболист, защитник.

## Карьера
Начал играть в ЦСКА, но не сумел пробиться в основной состав и в 2013 году перешёл в нижегородскую «Волгу», за которую играл в молодёжном первенстве. В 2014 году пополнил ряды тульского «Арсенала», в составе которого стал играть за молодёжную команду. В премьер-лиге дебютировал 21 марта 2015 года, когда Дмитрий Аленичев в знак протеста против переноса игры в Москву выставил дублирующий состав против ЦСКА. Налётов вышел на поле в стартовом составе с капитанской повязкой. Матч завершился со счётом 4:1 в пользу армейцев. В апреле — мае 2017 провёл два матча в первенстве ПФЛ за «Домодедово», после чего на профессиональном уровне не выступал. В сезонах 2017 и 2018 играл за любительский клуб «Пересвет» Подольск/Домодедово.